# Ophthalmolycus conorhynchus
Ophthalmolycus conorhynchus is een straalvinnige vissensoort uit de familie van de puitalen (Zoarcidae). De wetenschappelijke naam van de soort is voor het eerst geldig gepubliceerd in 1899 door Garman.